# Suså Kommune
Suså Kommune i Storstrøms Amt blev dannet ved kommunalreformen i 1970. Ved strukturreformen i 2007 blev den indlemmet i Næstved Kommune sammen med Fladså Kommune, Fuglebjerg Kommune og Holmegård Kommune.

## Glumsø Kommune
I 1962 blev Glumsø Kommune dannet ved frivillig sammenlægning af 2 sognekommuner:
| Kommune        | Folketal november 1960 | Byer   |
| -------------- | ---------------------- | ------ |
| Glumsø-Bavelse | 1.506                  | Glumsø |
| Næsby-Tyvelse  | 831                    |        |
| I alt          | 2.337                  |        |

## Herlufmagle-Tybjerg Kommune
I 1963 blev Herlufmagle-Tybjerg Kommune dannet ved frivillig sammenlægning af 3 sognekommuner:
| Kommune     | Folketal november 1960 | Byer                   |
| ----------- | ---------------------- | ---------------------- |
| Herlufmagle | 1.830                  | Gelsted og Herlufmagle |
| Aversi      | 282                    |                        |
| Tybjerg     | 763                    |                        |
| I alt       | 2.875                  |                        |

## Suså Kommune
I 1966 blev den første Suså Kommune dannet ved at 2 sognekommuner blev lagt sammen med Glumsø Kommune:
| Kommune           | Folketal september 1965 | Byer   |
| ----------------- | ----------------------- | ------ |
| Glumsø            | 2.294                   |        |
| Sandby-Vrangstrup | 694                     |        |
| Skelby            | 728                     | Skelby |
| I alt             | 3.716                   |        |

Ved selve kommunalreformen blev Herlufmagle-Tybjerg Kommune lagt sammen med Suså Kommune:
| Kommune             | Folketal 1. januar 1970 |
| ------------------- | ----------------------- |
| Suså                | 3.763                   |
| Herlufmagle-Tybjerg | 2.825                   |
| I alt               | 6.588                   |

## Sogne
Suså Kommune bestod af følgende sogne, alle fra Tybjerg Herred:
- Aversi Sogn
- Bavelse Sogn
- Glumsø Sogn
- Herlufmagle Sogn
- Næsby Sogn (Næstved Kommune)
- Sandby Sogn (Næstved Kommune)
- Skelby Sogn (Næstved Kommune)
- Tybjerg Sogn
- Tyvelse Sogn
- Vrangstrup Sogn

## Rådhus
Glumsø var Suså Kommunes største by og dens administrationscentrum. Rådhuset lå på Realskolevej 5, hvor Glumsø private Mellem- og Realskole startede i 1914. Den måtte lukke i 1964, hvorefter Glumsø Kommune i 1965 købte bygningerne for at ombygge dem til kommunekontor for den første Suså Kommune, der blev etableret i 1966. Efter strukturreformen blev bygningerne solgt til boliger.

## Valgresultater
| 6 | 1 | 8 |

| 12 | 3 |

| 6 | 1 | 1 | 7 |

| 12 | 3 |

| 8 | 1 | 6 |

| 11 | 4 |

| 9 | 6 |

| 8 | 7 |

| 8 | 1 | 1 | 5 |

| 9 | 6 |

| 9 | 1 | 5 |

| 9 | 6 |

## Borgmestre[6]
| Navn               | År        | Parti             |
| ------------------ | --------- | ----------------- |
| Poul Jensen        | 1970-1974 | Venstre           |
| Verner Larsen      | 1974-1990 | Venstre           |
| Poul Erik Sørensen | 1990-2006 | Socialdemokratiet |